# 維格南卡 (戈羅多克區)
49°21′41″N 26°25′12″E / 49.36139°N 26.42000°E
維赫南卡（烏克蘭語：Вигнанка）是位於烏克蘭西部的村莊，由赫梅利尼茨基州裡赫梅利尼茨基區的薩塔尼夫市鎮負責管轄。該村面積0.06平方公里，海拔高度305米，2001年人口94，人口密度每平方公里1,492.1人。